# Dermonema
Dermonema, rod crvenih algi iz porodice Liagoraceae. Postoji nekoliko vrsta, sve su morske.
Tipična je Dermonema dichotomum Harvey ex Heydrich, sinonim za D. virens.

## Vrste
1. Dermonema abbottiae Afaq-Husain, Nizamuddin & Shameel
2. Dermonema divaricatum Okamura & Segawa
3. Dermonema pulvinatum (Grunow) Fan
4. Dermonema virens (J.Agardh) Pedroche & Ávila Ortíz
5. Dermonema zinovae Nguyen Huu Dinh

## Vanjske poveznice
- Heydrich, F. (1894). Beiträge zur Kenntniss der Algenflora von Ost-Asien, besonders der Insel Formosa, Molukken- und Liu-kiu-Inseln.